# Faustino Rupérez Rincón
Faustino Rupérez Rincón (Piquera de San Esteban, Sòria, 29 de juliol de 1956) va ser un ciclista espanyol que fou professional entre 1979 i 1985.
Com a amateur va aconseguir una vintena de triomfs, incloent entre ells el Campionat d'Espanya.
Durant el seu primer any com a professional va quedar quart de la Volta a Espanya i fou el vencedor del Campionat d'Espanya, malgrat acabar segon, en donar positiu en un control antidopatge el guanyador, Isidro Juárez.
El seu èxit més important fou el triomf a la Volta Ciclista a Espanya 1980. El 1982 repetí la quarta posició final en aquesta cursa. Va participar en tots els Campionats del Món mentre va ser professional. La millor posició hi va ser la quarta plaça assolida el 1983.
En retirar-se del ciclisme professional ha esdevingut el director tècnic del grup esportiu KAS, formació ciclista en què corria Sean Kelly el 1988 quan es proclamà vencedor de la Volta a Espanya. D'aquesta manera és la primera persona, i de moment única, que guanyava la Volta a Espanya com a ciclista i com a director. Després de la desaparició de l'equip KAS, Rupérez fou director de l'equip Puertas Mavisa.
El 1994 va entrar a la Federació Espanyola d'Esports per a Cecs, on és director tècnic de ciclisme en tàndem i va prendre part en aquest lloc als Jocs Paralímpics d'Atlanta, Sydney i Atenes.

## Palmarès
- 1977 (Sub-23)
  - Campió d'Espanya en ruta
  - 1r al Cinturó a Mallorca i vencedor de 2 etapes
  - Vencedor d'una etapa a la Volta a Segòvia
  - 1r a la Volta a Còrdova
- 1979
  -  Campió d'Espanya en ruta
  - 1er a la Clàssica d'Ordizia
  - Vencedor d'una etapa a la Volta a Aragó
  - Vencedor d'una etapa a la Challenge Costa de Azahar
- 1980
  -  1r de la Volta a Espanya i vencedor de 2 etapes
  - 1r a la Volta a Astúries i vencedor d'una etapa
- 1981
  - 1r a la Volta a Burgos i vencedor d'una etapa
  -  1r a la Volta a Catalunya
  - Vencedor d'una etapa de la Volta a Cantàbria
  - 1r als Sis dies de Madrid (amb Donald Allan)
  - 1r al Gran Premi San Froilán
- 1982
  - 1r a la Clàssica d'Ordizia
  - 1r al Giro del Piemonte
  - 1r al Circuit de Pascuas
  - Vencedor d'una etapa a la Volta a Burgos
  - Vencedor d'una etapa a la Volta a Astúries
- 1983
  - Vencedor d'una etapa a la Volta a Astúries
  - 1r al Gran Premi de Nàquera
- 1984
  - 1r a la Clàssica Torrejón-Segovia
  - 1r a la Volta a Astúries
  - Vencedor d'una etapa a la Volta a La Rioja
- 1985
  - Vencedor d'una etapa a la Challenge Castilla-León

### Resultats a la Volta a Espanya
- 1979. 4t de la classificació general
- 1980. 1r de la classificació general. Vencedor de 2 etapes
- 1981. 8è de la classificació general
- 1982. 4t de la classificació general
- 1983. 10è de la classificació general
- 1984. 21è de la classificació general
- 1985. 19è de la classificació general

### Resultats al Giro d'Itàlia
- 1980. 11è de la classificació general
- 1981. Abandona
- 1982. 10è de la classificació general
- 1983. 7è de la classificació general
- 1984. 13è de la classificació general

### Resultats al Tour de França
- 1985. 39è de la classificació general